# Harald Ganns
Harald Ganns es un diplomático alemán retirado.
- De 1960 a 1964 trabajó en el Comité Alemán del World University Service.
- En 1965 se incorporó al Servicio Exterior.
- De 1968 a 1972 fue empleado en la Embajada de Lomé (Togo).
- De 1972 a 1974 fue empleado en la Embajada de Madrid.
- De 1975 a 1980 fue empleado en la oficina de prensa del Ministerio de Asuntos Exteriores.
- De 1980 a 1983 fue Embajador en Niamey (Niger)
- De 1983 a 1986 fue Embajador en Yaundé (Camerún) con coacredición en Malabo (Guinea Ecuatorial).
- De 1986 a 1990 se hizo cargo de la gestión de una unidad administrativa en el Departamento de Política del Ministerio de Asuntos Exteriores.
- De 1990 a agosto de 1993 fue embajador en Windhoek.
- De agosto de 1993 a 1998, fue encargado de Asuntos Africanos del Ministerio de Asuntos Exteriores.
- De 1998 a septiembre de 2000 fue embajador en Pretoria con coacredición en Maseru (Lesoto).
- En septiembre de 2000 fue jubillado.[1]